# Necydalis rudei
Necydalis rudei är en skalbaggsart som beskrevs av Linsley och Chemsak 1972. Necydalis rudei ingår i släktet stekelbockar, och familjen långhorningar. Inga underarter finns listade i Catalogue of Life.